# Franck Appréderis
Franck Appréderis est un réalisateur et scénariste français de cinéma et de télévision, né le 26 avril 1940 à Saint-Georges-des-Coteaux en Charente-Inférieure.

## Famille
Il est le fils de Saby Sidélio, déporté en tant que Juif sous l'occupation allemande à Saintes et mort à Auschwitz.

## Biographie
Franck Appréderis entre à l'Agence Havas à Paris en 1958. Envoyé à Havas-Afrique en 1959, il passe trois ans à Abidjan et à Dakar. Il y vit l'indépendance de ces nouveaux états africains et en rapporte son premier documentaire.
Rentré en France en 1962, fort de cette expérience, il est engagé comme assistant-réalisateur aux Cinéastes Associés aux studios de Saint-Maurice à Paris. Il va y rester deux ans.
Il passe le concours de l'ORTF en 1966. il est pendant plusieurs années le 1er assistant de nombreux réalisateurs tant pour le cinéma que pour la télévision.
Les premiers scénaristes avec lesquels il va collaborer sont Charles Spaak, Jorge Semprún, Gérard Brach.
Il réalise quelques films publicitaires et courts métrages, dont Le participe Absent qui obtient le Prix du CNC en 1976 (Prime à la qualité).
Kakemono Hôtel, adapté du roman de Jean Cayrol avec Bernard Revon, sera en 1977 son premier film pour la télévision (TF1) avec Charles Denner et Marie Dubois.
En 1980, il réalise son premier long métrage de cinéma, Le Cœur à l'envers, interprété par Annie Girardot, Laurent Malet, Charles Denner et Stéphane Audran.

## Filmographie

### Réalisateur
- 1977 : Kakemono Hotel
- 1978 : Du vent sur la maison
- 1978 : Vincendon
- 1979 : La Falaise aux Corneilles
- 1980 : Le Cœur à l'envers
- 1981 : Gaston Lapouge
- 1981 : Non Récupérables
- 1983 : La Déchirure
- 1985 : Claire Obscure
- 1985 : Le Passage
- 1986 : Le Cadeau de Sébastien
- 1987 : Doux amer[3]
- 1990 : Euroflics
- 1990 : The Hitchhiker
- 1991 : Commissaire Moulin
- 1992 : Récidive
- 1993 : Deux Justiciers dans la ville
- 1993 : Le JAP
- 1993 : La Belle de Varsovie
- 1994-2000 : Passeur d'enfants
- 1997-1998 : Le Juste
- 1998-1999 : Un et un font six
- 2001 : Fabien Cosma
- 2002 : Fabien Cosma 2
- 2002-2003 : Malone
- 2004 : Maigret et la Demoiselle de Compagnie
- 2005 : Commissaire Valence
- 2006 : Nous nous sommes tant haïs
- 2008 : Ah, c'était ça la vie !
- 2010 : Empreintes Jorge Semprún[4],[5]
- 2010 : Le Temps du silence[6]

### Scénariste
- 1977 : Kakemono hotel
- 1978 : La Falaise aux Corneilles
- 1980 : Le Cœur à l'envers
- 1981 : Non Récupérables
- 1985 : Claire Obscure
- 1987 : Doux Amer
- 1991 : Récidive
- 1992 : La Belle de Varsovie
- 1993-2000 : Passeur d'enfants
- 1995 : Un camion pour deux
- 2004 : Nous nous sommes tant haïs
- 2006 : Ah, c'était ça la vie[6]
- 2009 : Le Temps du Silence

### Premier assistant réalisateur
- 1970 : L'amour oui ! mais... / L'Amour dans la peau de Philippe Schneider
- 1973 : Les Cinq Dernières Minutes, épisode Un gros pépin dans le chasselas de Claude-Jean Bonnardot
- 1974 : Le Silence des armes de Jean Prat
- 1975 : L'Ascenseur de Terence Young
- 1975 : Docteur Françoise Gailland de Jean-Louis Bertuccelli
- 1976 : Cours après moi que je t'attrape de Robert Pouret

## Théâtre
- 1991 : Adaptation et mise en scène Lettre d'une inconnue de Stefan Zweig au théâtre l'Avant Scène à Marseille
- 2021 : Co-production  Trois Ruptures de Rémi De Vos à l'Atelier florentin pour le festival Off d'Avignon
- 2021 : adaptation et mise en scène, lecture de Le langage est ma patrie de Jorge Semprún au théâtre du Balcon à Avignon